# グレーダ

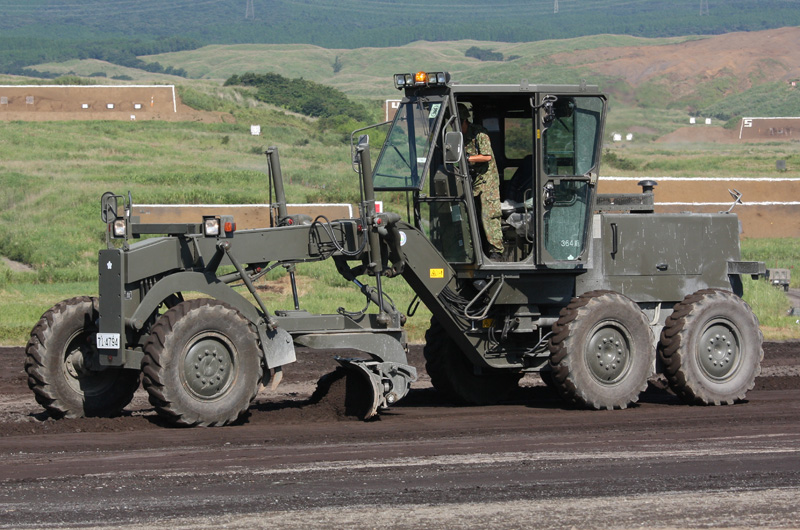
整地作業を行う第364施設中隊のグレーダ

グレーダ（ぐれーだ）は、陸上自衛隊の施設科の装備の一つで、民間でいうところのモーターグレーダーである。

## 特徴
主な用途は整地作業であるが、ブレードの交換により除雪作業にも使用することができる。
グレーダ自体は民生品の流用であり、特に自衛隊向けとして武装や装甲が施されているわけではなく、モーターグレーダーとしての性能的な相違もないが、陸上自衛隊仕様のグレーダには全車に2個の黄色の回転灯が装備され、車体の塗装がオリーブドラブ色になっている。
走行に使用するトランスミッションは前進6段、後進6段である。最高速度は前進が1段3.6km/h~6段42.6km/h、後進が1段3.7km/h~6段43.3km/hであり、前進と比較して後進の方が若干ハイギヤードであり、速度が高い。

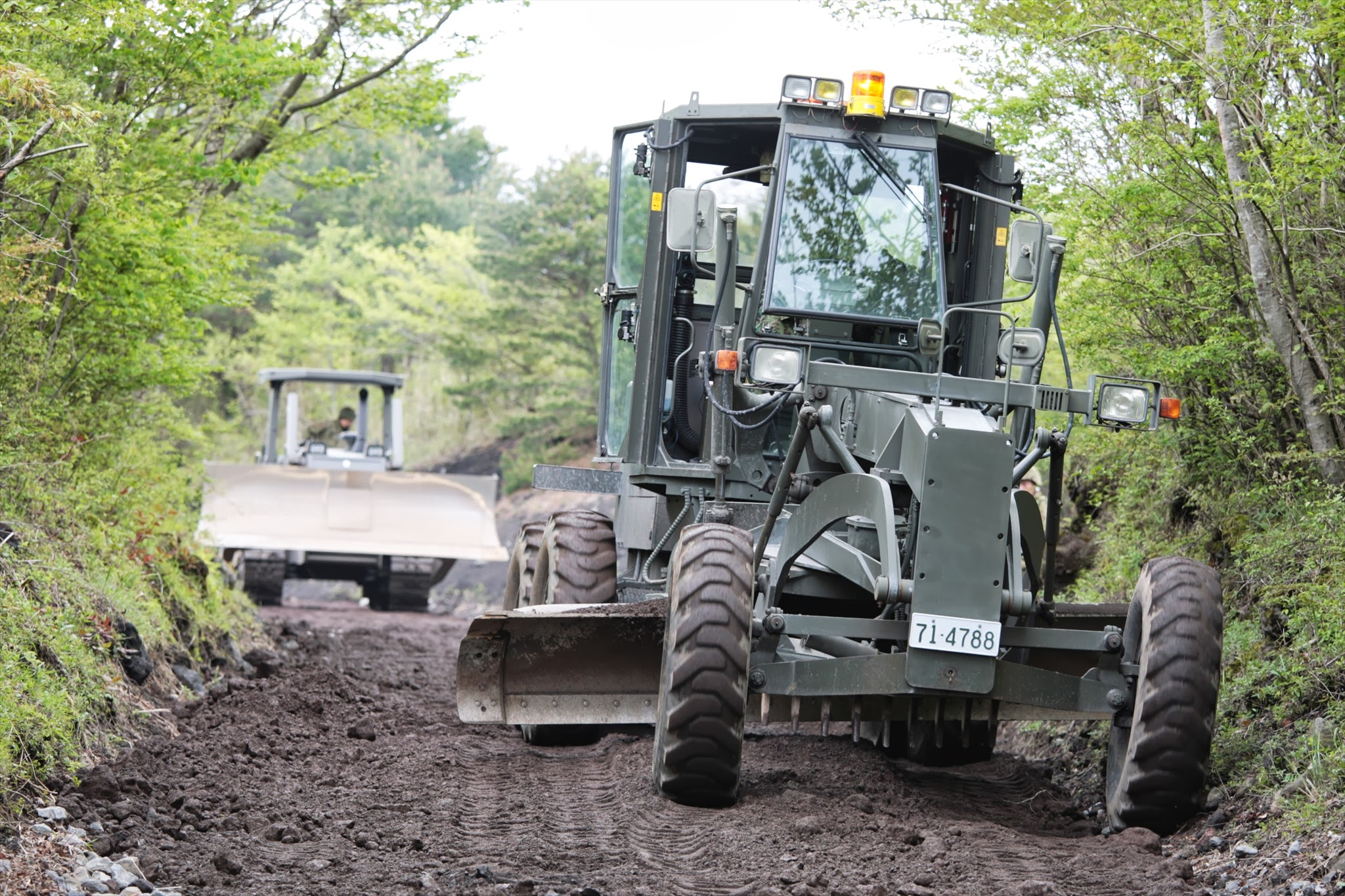
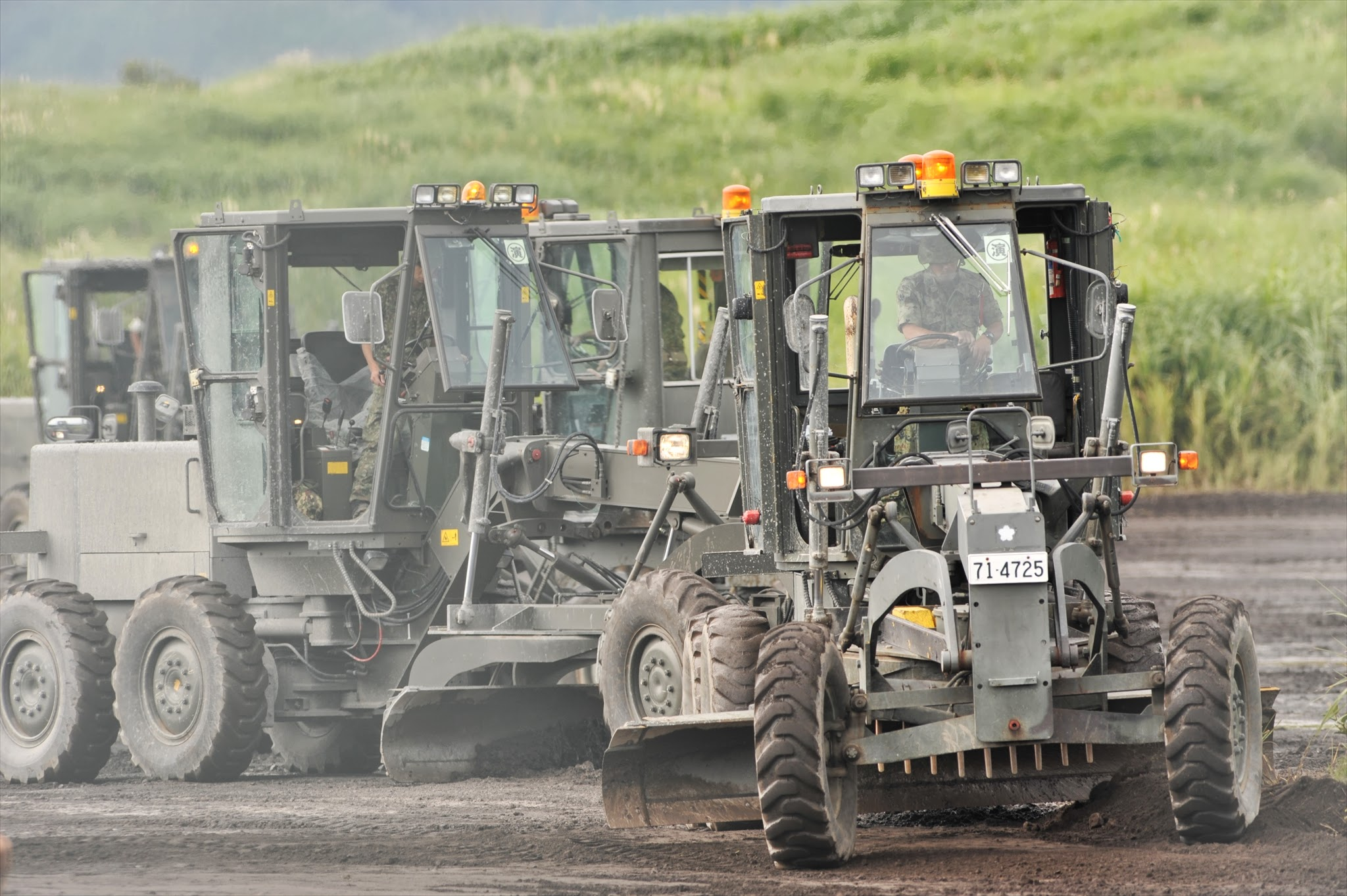
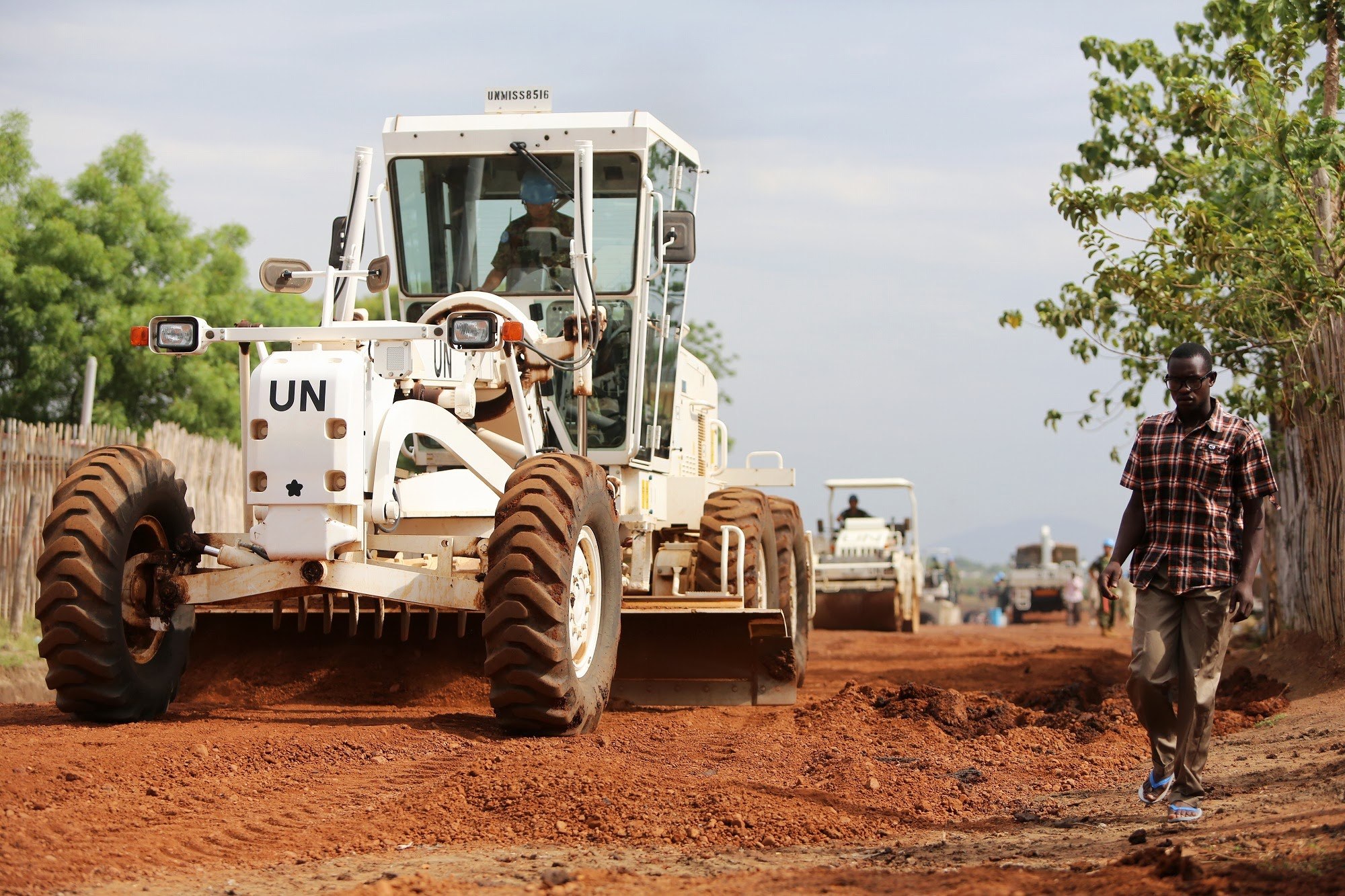
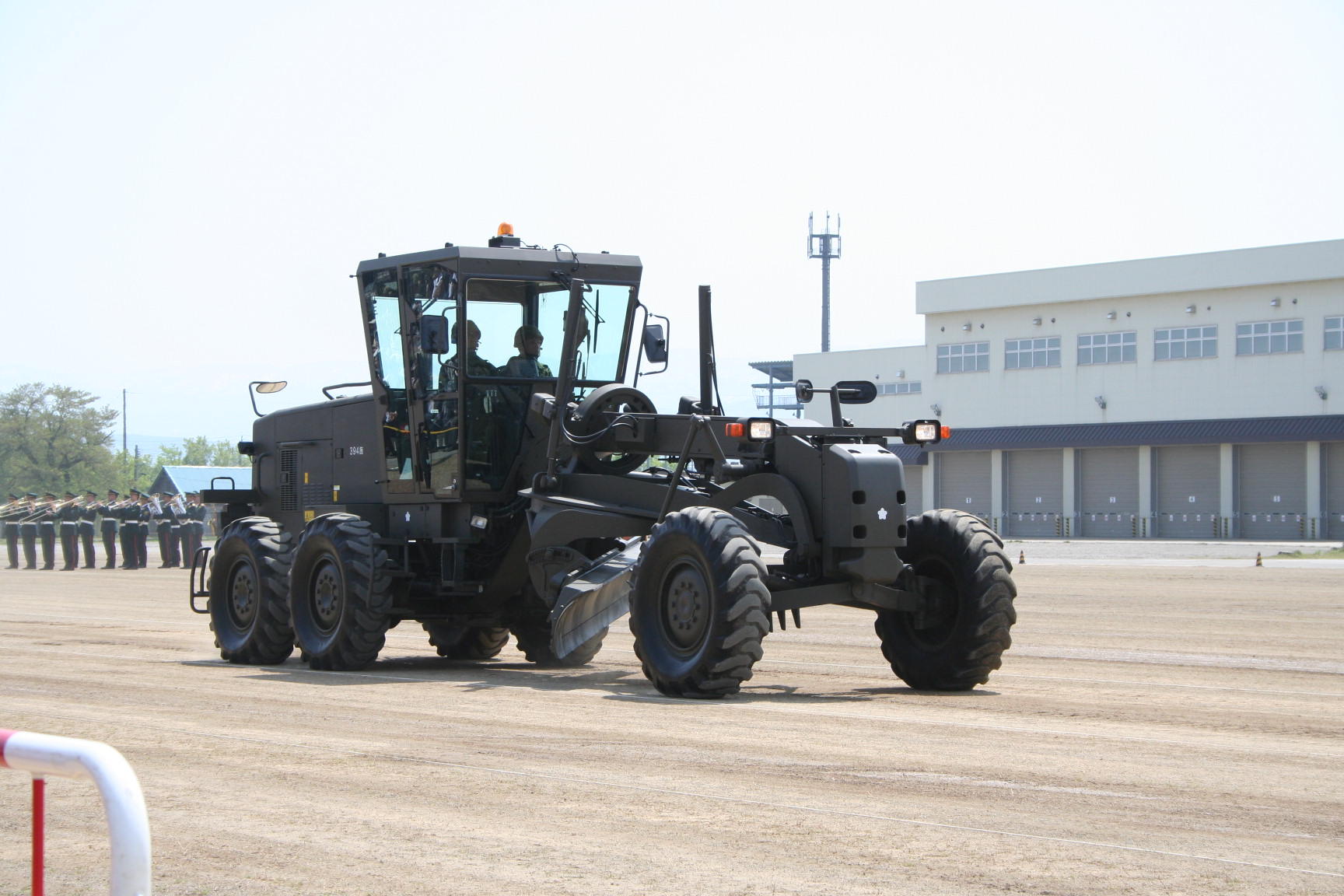
ナンバープレートを装着していない車両

## 諸元
- 全長：7,890mm
- 全幅：2,380mm
- 全高：3,520mm
- 重量：16,020kg
- 最高速度：43.3km/h
- 出力：101kW
- 製作：小松製作所、三菱重工業